# داوید والرو

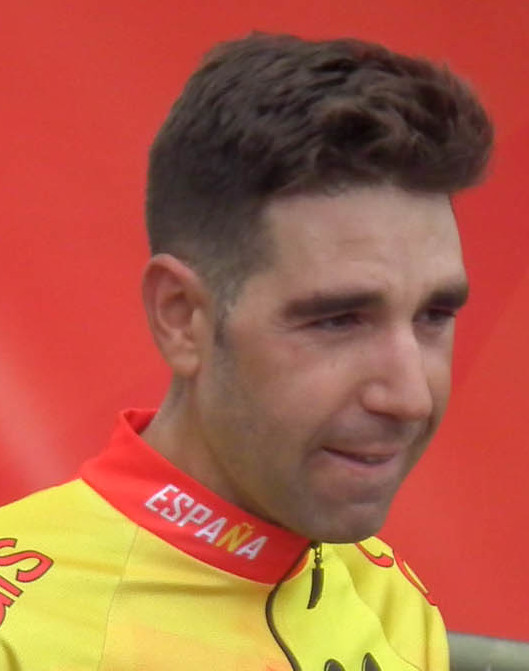

داوید والرو (اسپانیایی: David Valero‎؛ زادهٔ ۲۷ دسامبر ۱۹۸۸ ‏(۳۶ سال)) دوچرخه‌سوار اهل اسپانیا است. وی در بازی‌های المپیک تابستانی ۲۰۱۶ شرکت کرده است.